# استان بین دونگ
استان بین دونگ (به لاتین: Bình Dương Province) یک استان در ویتنام است که در منطقه جنوب شرقی واقع شده‌است.

## خصوصیات
استان بین دونگ ۲٬۶۹۴٫۴ کیلومترمربع مساحت و ۱٬۶۹۱٬۴۰۰ نفر جمعیت دارد.